# ویت بیسل
ویت بیسل (انگلیسی: Whit Bissell؛ ۲۵ اکتبر ۱۹۰۹ – ۵ مارس ۱۹۹۶) بازیگر اهل ایالات متحده آمریکا بود.
از فیلم‌ها یا برنامه‌های تلویزیونی که وی در آن نقش داشته است، می‌توان به هفت دلاور، موجودی از باتلاق سیاه، جدال در اوکی کرال، فرودگاه، سویلنت سبز، کاندیدای منچوری، تونل زمان، پرنده باز آلکاتراز، ستیزه‌جویان، ثعلب سیاه، هاد، ماشین زمان، مرد دوچهره، هفت روز در ماه می، وارلاک، زندگی خودش، کانن سیتی، شورش کین، ماشین زمان، میثاق با مرگ و به زور اسلحه اشاره کرد.

## اوایل زندگی
او با کارولینا پلی میکرز ، یک سازمان تئاتر مرتبط با دانشگاه کارولینای شمالی در چپل هیل، آموزش دید، جایی که او در درام و انگلیسی تحصیل کرد. 